# Рідколісся (село)
Рідколі́сся — село в Україні, у Монастириській міській громаді Чортківського району Тернопільської області. Розташоване на півночі району. До 1945 називалося Ізабелла. Підпорядковане Горішньослобідській сільській раді (до 2018). Від 2018 року ввійшло у склад Монастириської міської громади.
Населення — 61 особа (2007). Заселене лемками.

## Історія
Протягом 1962–1966 село належало до Бучацького району. 
12 червня 2020 року, відповідно до розпорядження Кабінету Міністрів України № 724-р «Про визначення адміністративних центрів та затвердження територій територіальних громад Тернопільської області» увійшло до складу Монастириської міської громади.
19 липня 2020 року, в результаті адміністративно-територіальної реформи та ліквідації Монастириського району, село увійшло до складу Чортківського району.

## Населення

### Мова
Розподіл населення за рідною мовою за даними перепису 2001 року:
| Мова       | Кількість | Відсоток |
| ---------- | --------- | -------- |
| українська | 65        | 100%     |

## Релігія
- церква святого великомученика Димитрія (1830-ті, УГКЦ).

## Галерея

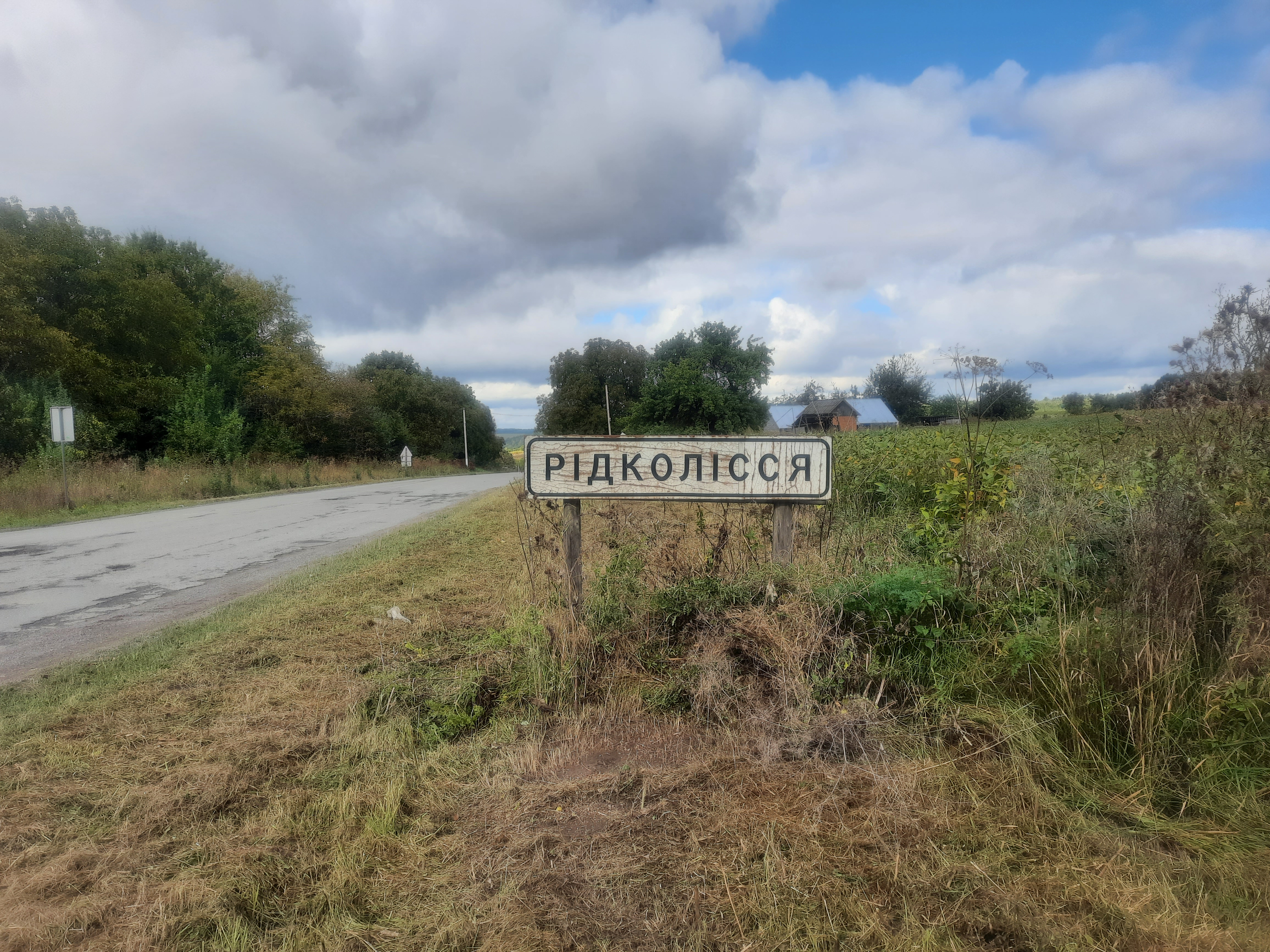
Дорожній знак при в'їзді в село
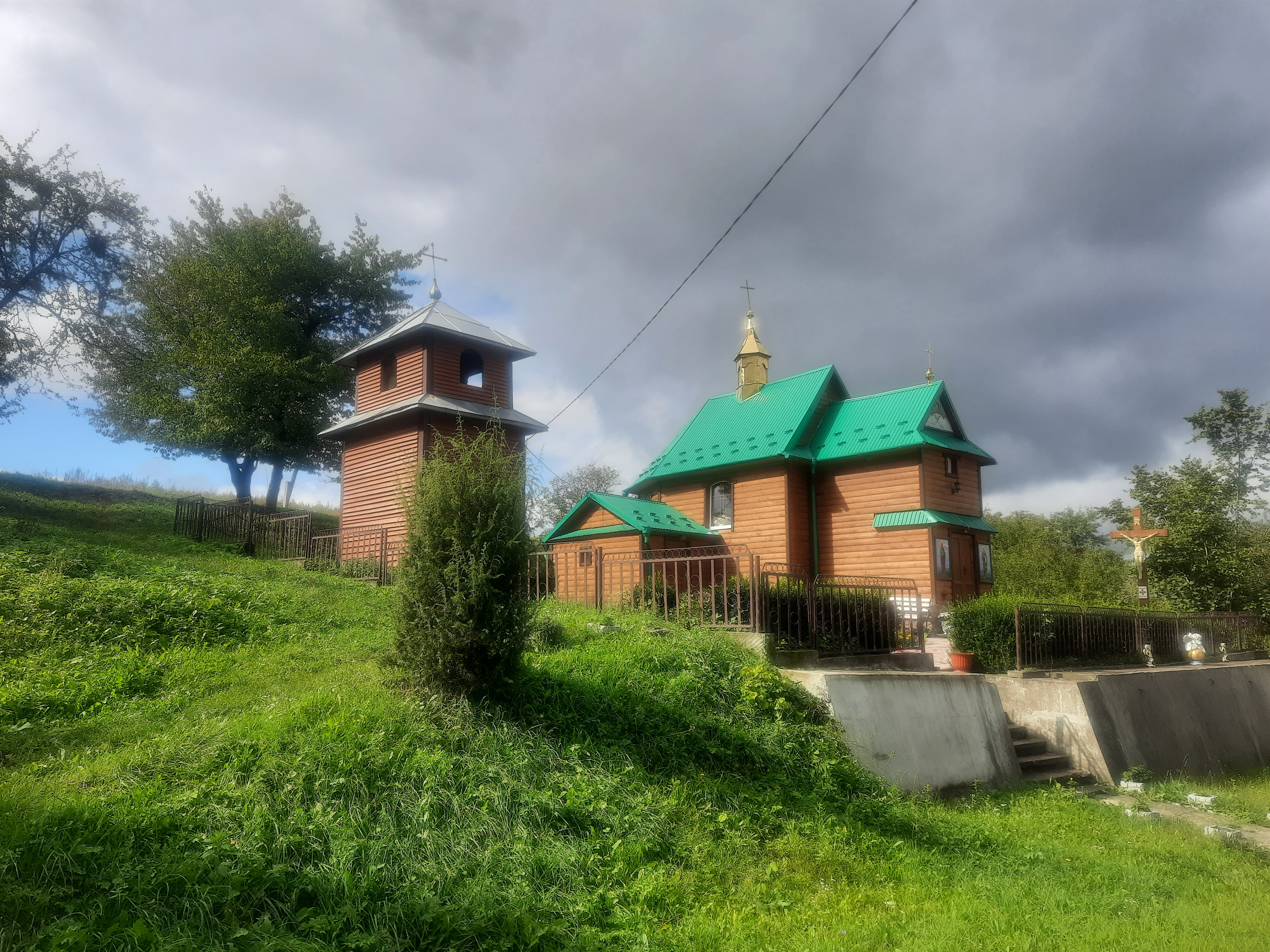
Церква Cвятого Великомученика Димитрія
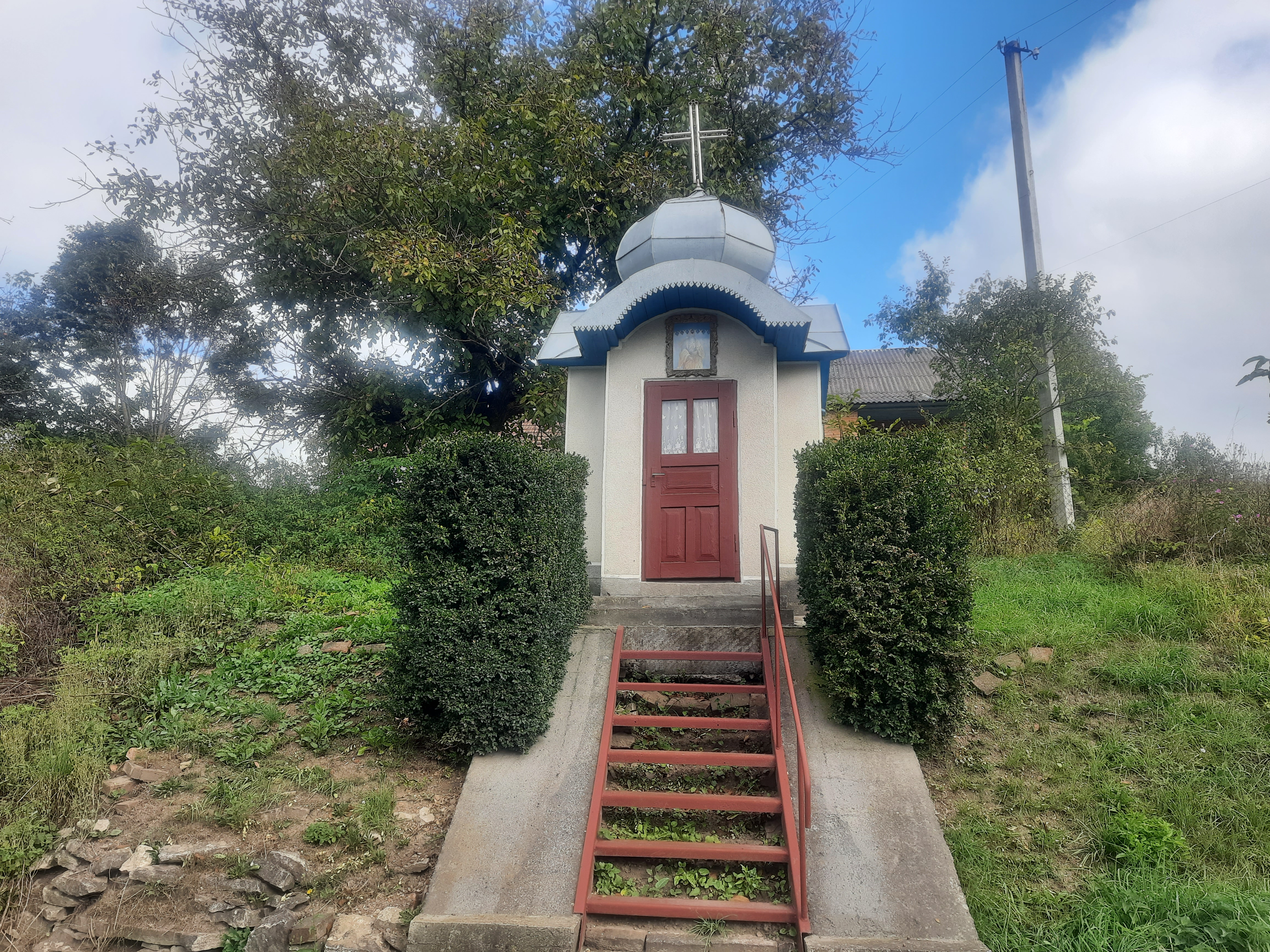
Капличка
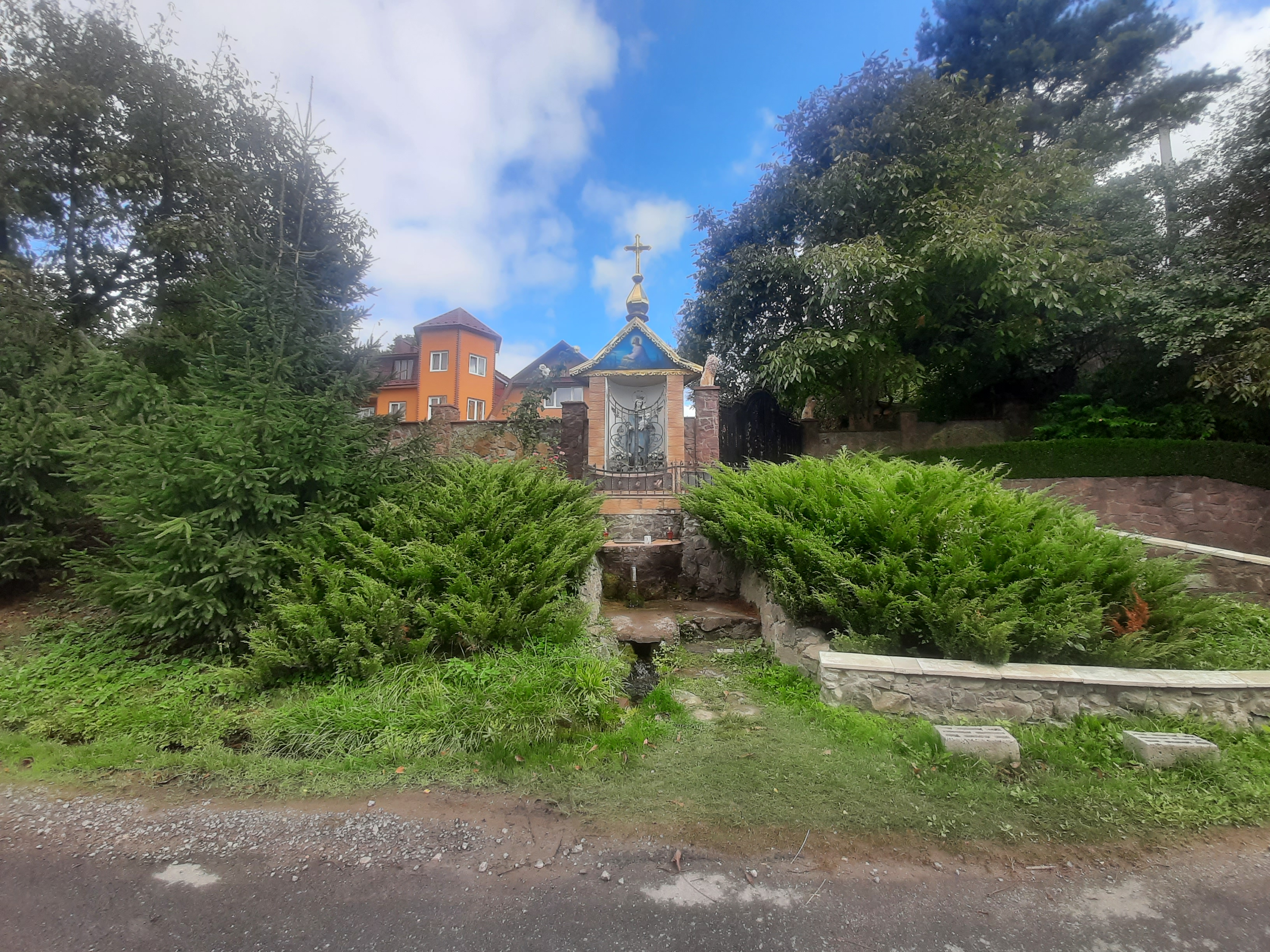
Джерело
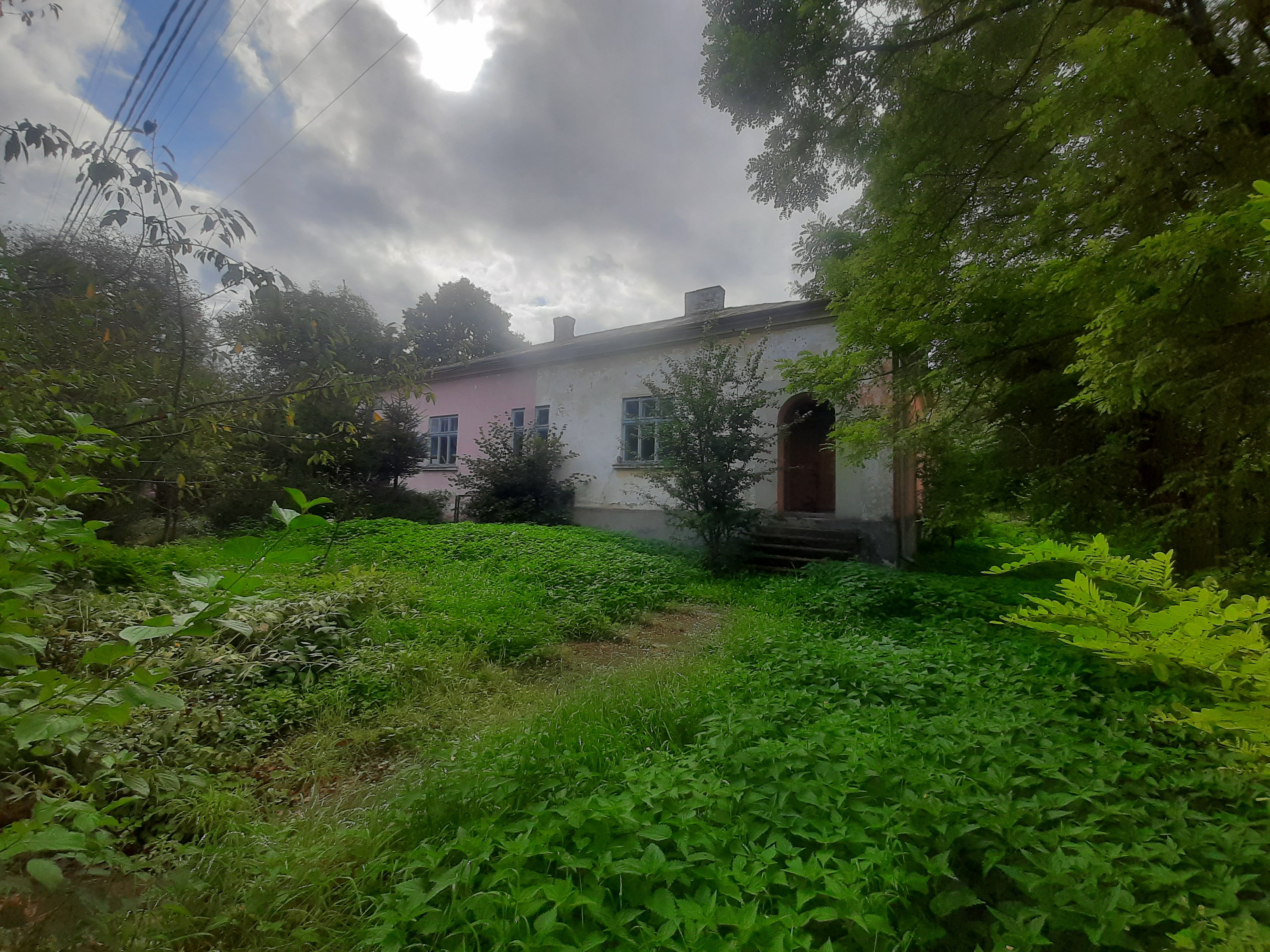
Клуб